# Trichomycterus meridae
Trichomycterus meridae är en fiskart som beskrevs av Regan, 1903. Trichomycterus meridae ingår i släktet Trichomycterus och familjen Trichomycteridae. Inga underarter finns listade i Catalogue of Life.